# Amphineurus fergusoni
Amphineurus fergusoni är en tvåvingeart som beskrevs av Alexander 1931. Amphineurus fergusoni ingår i släktet Amphineurus och familjen småharkrankar. Inga underarter finns listade i Catalogue of Life.